# Кубок обладателей кубков ЕКВ среди женщин 1985/1986
14-й розыгрыш Кубка обладателей кубков ЕКВ среди женщин проходил со 2 ноября 1985 по 16 февраля 1986 года с участием 19 клубных команд стран-членов Европейской конфедерации волейбола. Победителем стала советская команда «Уралочка» (Свердловск).

## Команды-участницы
| Страна     | Команда                           |
| ---------- | --------------------------------- |
| Австрия    | «Кауфхаус» (Инсбрук)              |
| Бельгия    | «Антониус» (Херенталс)            |
| Болгария   | «Дунав» (Русе)                    |
| Венгрия    | «Уйпешти Дожа» (Будапешт)         |
| ГДР        | «Трактор» (Шверин)                |
| Греция     | «Филатлитикос» (Салоники)         |
| Израиль    | «Хапоэль» (Бат-Ям)                |
| Испания    | «Аркитектура» (Мадрид)            |
| Италия     | «Кассано» (Кассано-д’Адда)        |
| Люксембург | «ЖИМ Воллей Боннвуа» (Люксембург) |
| Норвегия   | «КФУМ Осло» (Осло)                |
| Португалия | «Спортинг» (Лиссабон)             |
| СССР       | «Уралочка» (Свердловск)           |
| Турция     | «Милангаз» (Стамбул)              |
| Франция    | «КАСЖ Пари» (Париж)               |
| ФРГ        | «Лоххоф» (Унтершлайсхайм)         |
| Швейцария  | «Уни» (Базель)                    |
| Швеция     | «КФУМ Гётеборг» (Гётеборг)        |
| Югославия  | «Младост» (Загреб)                |

## Система проведения розыгрыша
В турнире принимают участие команды 19 стран-членов ЕКВ (представители национальных чемпионатов или Кубков своих стран). Турнир состоит из трёх раундов плей-офф и финального этапа. В раундах плей-офф команды делятся на пары и проводят между собой по два матча с разъездами. Победителем пары выходит команда, одержавшая две победы. В случае равенства побед победителем становится команда, имеющая лучшее соотношение партий по сумме обоих матчей. В случае равенства и этого показателя в дальнейшую стадию плей-офф выходит команда, имеющая лучшее соотношение игровых очков (мячей) по сумме матчей.
В 1-м раунде плей-офф участвуют 6 команд. 3 победителя пар 1-го раунда выходят в 1/8 финала, где к ним присоединяются 13 команд, освобождённых от участия в стартовом раунде. 
8 команд-участниц четвертьфинала плей-офф определяют четырёх участников финального этапа.
Финальный этап состоит из однокругового турнира, по результатам которого определяется итоговая расстановка мест.

## 1-й раунд
ноябрь 1985
 «Спортинг» (Лиссабон) —  «Аркитектура» (Мадрид)
2 ноября. ?:?
9 ноября. ?:?
 «Филатлитикос» (Салоники) —  «Хапоэль» (Бат-Ям)
2 ноября. 3:0.
9 ноября. 3:1.
 «Уни» (Базель) —  «ЖИМ Воллей Боннвуа» (Люксембург)
2 ноября. 3:0 (15:4, 15:3, 15:7).
9 ноября. 3:0 (15:4, 15:8, 15:5).
От участия в первом раунде освобождены:
| «Кауфхаус» (Инсбрук) «Антониус» (Херенталс) «Дунав» (Русе) «Уйпешти Дожа» (Будапешт) «Трактор» (Шверин) «Кассано» (Кассано-д’Адда) «КФУМ Осло» (Осло) | «Уралочка» (Свердловск) «Милангаз» (Стамбул) «КАСЖ Пари» (Париж) «Лоххоф» (Унтершлайсхайм) «КФУМ Гётеборг» (Гётеборг) «Младост» (Загреб) |

## 1/8 финала
декабрь 1985
 «Уралочка» (Свердловск) —  «Спортинг» (Лиссабон)
8 декабря. 3:0 (15:1, 15:3, 15:5).
15 декабря. 3:0.
 «КФУМ Гётеборг» (Гётеборг) —  «Филатлитикос» (Салоники)
8 декабря. 3:2.
15 декабря. 1:3.
 «Уни» (Базель) —  «Лоххоф» (Унтершлайсхайм)
8 декабря. 1:3 (9:15, 12:15, 15:11, 10:15).
15 декабря. 0:3.
 «Трактор» (Шверин) —  «Уйпешти Дожа» (Будапешт)
8 декабря. 2:3.
14 декабря. 0:3.
 «Антониус» (Херенталс) —  «Дунав» (Русе)
8 декабря. 1:3.
16 декабря. 0:3.
 «Кассано» (Кассано-д’Адда) —  «Кауфхаус» (Инсбрук)
8 декабря. 3:2 (15:4, 15:11, 9:15, 10:15, 16:14).
15 декабря. 2:3.
 «КФУМ Осло» (Осло) —  «Милангаз» (Стамбул)
8 декабря. 1:3.
15 декабря. 1:3.
 «Младост» (Загреб) —  «КАСЖ Пари» (Париж)
8 декабря. 3:0.
15 декабря. 3:0

## Четвертьфинал
январь 1986
 «Филатлитикос» (Салоники) —  «Уралочка» (Свердловск)
.. января. 0:3.
22 января. 0:3.
 «Младост» (Загреб) —  «Лоххоф» (Унтершлайсхайм)
15 января. 1:3.
22 января. 1:3.
 «Милангаз» (Стамбул) —  «Уйпешти Дожа» (Будапешт)
15 января. 1:3.
.. января. 1:3.
 «Дунав» (Русе) —  «Кауфхаус» (Инсбрук)
15 января. 3:0.
22 января. 3:1 (13:15, 15:6, 15:4, 15:13).

## Финал четырёх
14—16 февраля 1986.  Анкара.
Участники:
 «Дунав» (Русе)

 «Уйпешти Дожа» (Будапешт)

 «Уралочка» (Свердловск)

 «Лоххоф» (Унтершлайсхайм)

### Результаты
| М | Команда                   | 1   | 2   | 3   | 4   | И | В | П | С/П | О |
| - | ------------------------- | --- | --- | --- | --- | - | - | - | --- | - |
| 1 | «Уралочка» (Свердловск)   |     | 3:0 | 3:1 | 3:0 | 3 | 3 | 0 | 9:1 | 6 |
| 2 | «Лоххоф» (Унтершлайсхайм) | 0:3 |     | 3:2 | 3:0 | 3 | 2 | 1 | 6:5 | 5 |
| 3 | «Уйпешти Дожа» (Будапешт) | 1:3 | 2:3 |     | 3:0 | 3 | 1 | 2 | 6:6 | 4 |
| 4 | «Дунав» (Русе)            | 0:3 | 0:3 | 0:3 |     | 3 | 0 | 3 | 0:9 | 3 |

|        |                         |     |        |        |        |        |       |  |
|        |                         |     |        |        |        |        |       |  |
| 14.02. | Уралочка — Дунав        | 3:0 | (15:0, | 15:2,  | 15:2)  |        |       |  |
| 14.02. | Лоххоф — Уйпешти Дожа   | 3:2 | (6:15, | 15:7,  | 12:15, | 17:15, | 15:2) |  |
| 15.02. | Уралочка — Уйпешти Дожа | 3:1 | (15:1, | 9:15,  | 15:4,  | 15:10) |       |  |
| 15.02. | Лоххоф — Дунав          | 3:0 | (15:3, | 15:8,  | 15:5)  |        |       |  |
| 16.02. | Уралочка — Лоххоф       | 3:0 | (15:6, | 15:3,  | 15:5)  |        |       |  |
| 16.02. | Уйпешти Дожа — Дунав    | 3:0 | (15:3, | 15:10, | 15:13) |        |       |  |

### Итоги

#### Положение команд
| «Уралочка» (Свердловск)   |
| «Лоххоф» (Унтершлайсхайм) |
| «Уйпешти Дожа» (Будапешт) |
| 4. «Дунав» (Русе)         |

#### Призёры
«Уралочка» (Свердловск): Елена Волкова, Татьяна Колбасова, Светлана Корытова, Светлана Кунышева, Марина Никулина, Ольга Нилова, Валентина Огиенко, Ирина Пархомчук, Ирина Смирнова, Ольга Толмачёва, Елена Чеснокова. Главный тренер — Николай Карполь.
  «Лоххоф» (Унтершлайсхайм): Альмут Кемпердик, Беате Бюхлер, Терри Плейс-Брандел, Гудрун Витте, Карен Баумайстер, ... Главный тренер — Анджей Немчик.
  «Уйпешти Дожа» (Будапешт): Ракель Гальне, Эникё Бота, Дьёнддь Барди, Кристина Фекете, …